# Shakira (album)
A Shakira Shakira kolumbiai énekesnő negyedik angol nyelvű, és szám szerint tizedik albuma, amely 2014. március 25-én jelenik meg.
Az album első kislemeze a Can’t Remember to Forget You, melyet Rihannával közösen rögzített az énekesnő. A dal a megjelenés napján listavezető volt 29 országban az iTunes Store letöltési adatai szerint. 
Az album két évig készült, és két változatban lát napvilágot, egy normál verzió és egy deluxe verzió lesz elérhető három bónusz számmal.